# Quartetto in autunno
Quartetto in autunno (Quartet in Autumn) è uno degli ultimi romanzi di Barbara Pym, pubblicato nel 1977 dalla scrittrice inglese dopo un lungo periodo di rifiuti editoriali, benché fosse stata una romanziera di successo negli anni '50 e '60. Il romanzo fu finalista al Booker Prize.

## Trama
Letty, Marcia, Edwin e Norman lavorano nello stesso ufficio, accomunati da una condizione di solitudine che ognuno di loro cerca di affrontare a modo suo; tutti e quattro sono prossimi all'età della pensione.
Letty ha in programma di andare ad abitare in campagna con la sua vecchia amica Marjorie, ma le sue speranze vengono deluse quando Marjorie annuncia improvvisamente l'intenzione di sposare un uomo di chiesa qualche anno più giovane di lei.
Per tutti e quattro risulta difficile affrontare la pensione, ma la difficoltà risulta più critica per l'eccentrica Marcia. Si ritira progressivamente dal mondo esterno, si rifiuta di mangiare, e alla fine muore in circostanze patetiche. Inaspettatamente lascia i suoi averi a Norman, per il quale aveva nutrito segretamente un sentimento romantico. 
Quando il fidanzato abbandona Marjorie per una donna più giovane, a Letty si presenta di nuovo la possibilità di abitare in campagna, ma ormai è venuta a patti con la pensione e non vuole più lasciare la città. Alla fine del libro, valuta la possibilità di presentare Edwin o Norman a Marjorie, nella speranza che nasca una nuova coppia.

## Edizioni
- Barbara Pym, Quartetto in autunno, Milano, La Tartaruga, 1992,  p. 159, ISBN 88-7738-104-3.